# Peter Suber
Peter Suber (Evanston, 8 november 1951) is een Amerikaanse filosoof die gespecialiseerd is in rechtsfilosofie. Hij is onderzoeker bij het Berkman Klein Center for Internet & Society en directeur van het Harvard Office for Scholarly Communication en van het Harvard Open Access Project (HOAP). Suber is bekend als voorstander en leider van de open access-beweging.
Suber studeerde in 1973 af aan Earlham College, behaalde in 1978 een doctoraat in de filosofie en schreef een proefschrift over Deens filosoof Søren Kierkegaard.

## Trivia
- Suber ontwikkelde het spel Nomic.